# برده‌داری

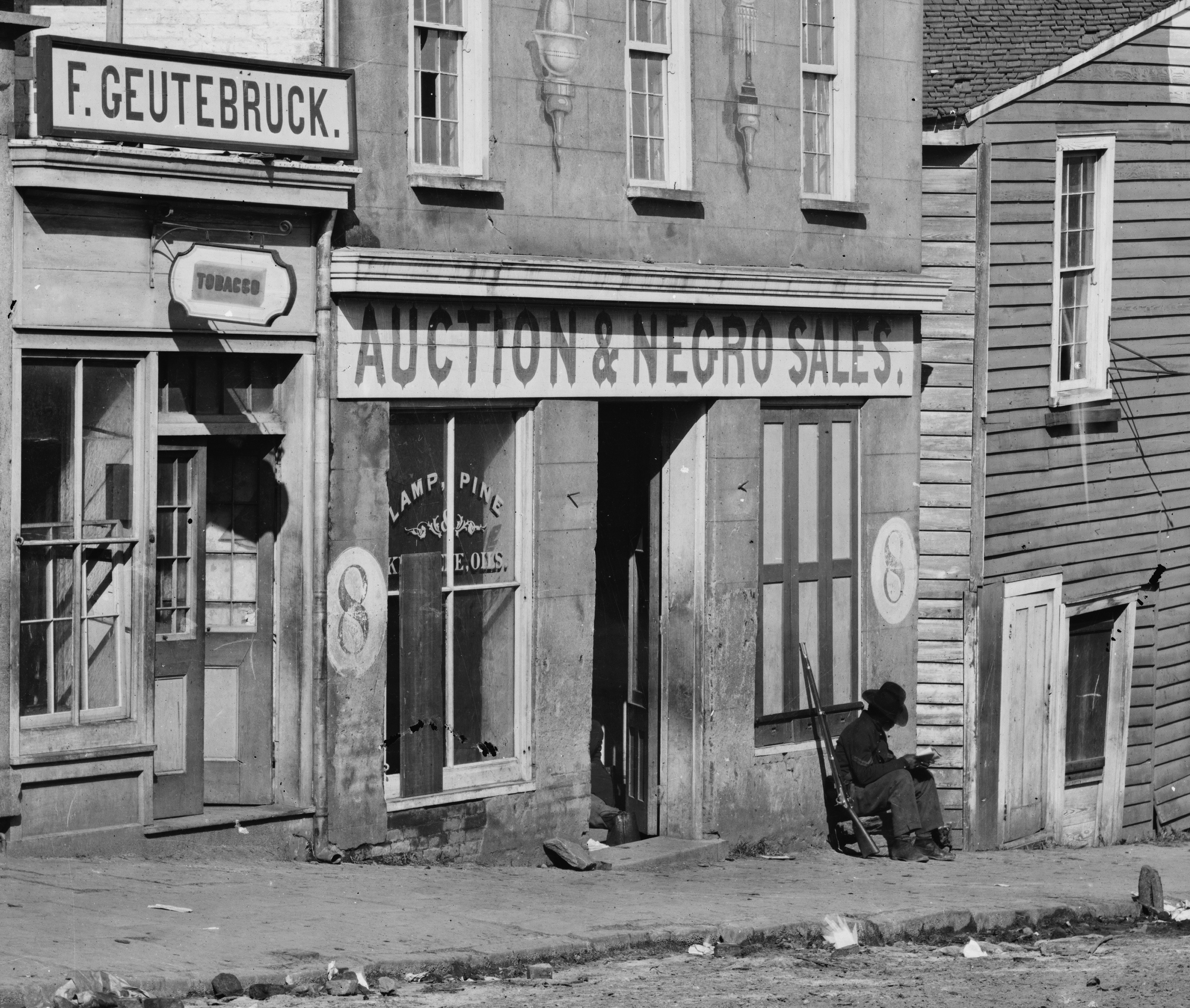
نگاره‌ای به‌سال ۱۸۶۴ میلادی از یک مغازهٔ برده‌فروشی با تابلوی «حراجی و فروش کاکاسیاه» در شهر آتلانتا، ایالت جورجیا. در بیرون مغازه، یک محافظ مسلح سیاه‌پوست از «اموال» داخل مغازه محافظت می‌کند.

برده‌داری در بندگی بودن اختیاری یا غیر اختیاری یک شخص در دست شخصی دیگر است. نظام برده‌داری در مرحله متلاشی شدن کمون اولیه و بر شالودهٔ ازدیاد عدم تساوی اقتصادی که خود ثمرهٔ پیدایش مالکیت فردی بود، شکل گرفت. دولت برای نخستین بار در دوران بردگی پدیدار می‌شود.
بردگی نخست در مصر باستان، بابل، آشور، چین و هندوستان پدیدار گشت؛ ولی در یونان و روم باستان به شکل کلاسیک خود تکامل حاصل کرد. در شرق و از آن جمله در ایران باستان، بردگی بیشتر خصلت پدر شاهی و خانوادگی داشت. دو طبقهٔ اصلی این صورت‌بندی اجتماعی - اقتصادی، بردگان و برده‌داران بودند. طبقات میانه نظیر خرده‌مالکان و پیشه‌وران و بدون طبقه که از مالکان کوچک ورشکسته ولی غیر برده تشکیل می‌شدند نیز وجود داشتند.
شالوده مناسبات تولیدی در این دوران عبارت است از مالکیت برده‌دار بر وسائل تولید و بر برده. برده به عنوان شیء قابل خرید و فروش بود و برده‌دار صاحب جان برده نیز بود. برده‌داران قشرهای مختلف نظیر مالکان بزرگ زمین، صاحبان کارگاه‌ها و سوداگران بودند. در شرایط کار عده عظیم بردگان و ارزانی بی‌نهایت آن‌ها، علی‌رغم وسائل بسیار ابتدایی، اضافه محصولی به دست می‌آمد که خود امکان نسبتاً بیشتری (نسبت به کمون اولیه) برای رشد وسائل تولید و پیدایش علوم و هنر فراهم می‌ساخت؛ ولی پس از رشد معین که خود قرن‌ها به طول انجامید نیروهای تولیدی دیگر در چارچوب روابط تولیدی بردگی نمی‌توانست تکامل یابد. بر اثر تشدید تضادهای طبقاتی که قیام‌های بزرگ بردگان نمونه آن است، شالوده برده‌داری متزلزل شد. به جای دوران برده‌داری صورت بندی اجتماعی اقتصادی دیگر که آن هم بر شالوده استثمار و استعمار بود دوران فئودالیسم - مستقر شد که به نوبه خود و به نسبت دوران قبل مترقی‌تر بود و میدان وسیع تری برای رشد نیروهای تولیدی پدیدار شد. اگر چه صورت بندی اجتماعی - اقتصادی بردگی به مثابه یک مرحله تاریخی تکامل اجتماعی از بین رفت ولی وجود برده به شکل‌های مختلف در دوران فئودالیسم حتی تا زمان ما نیز باقی ماند؛ مثلاً تا یکصد سال پیش در ایالات متحده آمریکا یا در برخی سرزمین‌های مستعمره تا قرن بیستم.

## تبیین برده‌داری
ماسای‌های آفریقای شرقی به اسیران خود امان نمی‌دهند. علت آنچنان که راتزل می‌گوید این است که این قوم گله‌دار هیچ امکان فنی استفاده از کار برده‌وار را ندارند. اما در همسایگی شان واکامباها که کشاورز هستند قادر به استفاده از کار برده‌وارند و بنابراین از کشتن اسرای شان چشم می‌پوشند و آن‌ها را به بردگی می‌گمارند. پس ظهور برده‌داری مستلزم رسیدن به درجهٔ معینی از تکامل نیروهای اجتماعی است و درجه‌ای که به بهره‌کشی از کار برده اجازه می‌دهد. برده‌داری یک رابطهٔ تولیدی است که ظهور آن بیانگر آغاز تقسیم جامعه به طبقات است، جامعه‌ای که تا آن هنگام تقسیمات دیگری را به جز تقسیم جنسیتی و سن نشناخته است.

## انواع برده‌داری
- برده به عنوان دارایی: این نوع برده‌داری فرم اصلی برده‌داری است که بردگان به عنوان دارایی مالکانشان تلقی و خرید و فروش می‌شوند.
- بیگاری کشیدن: در این نوع برده‌داری فردی نیروی کارش را به رایگان در برابر یک بدهی عرضه می‌کند. مدت زمان این نوع برده‌داری ممکن است مشخص نباشد و حتی کودکان به دلیل بدهی والدینشان به بردگی مجبور گردند. این نوع برده‌داری امروزه رایج‌ترین شکل است.
- نیروی کار اجباری: این نوع از برده‌داری زمانی رخ می‌دهد که فرد مجبور می‌گردد علی‌رغم میلش تحت خشونت یا مجازات ارباب خود و با محدود گشتن آزادی‌های شخصی اش به کار بپردازد.
- ازدواج اجباری: این نوع برده‌داری زمانی است که یک یا هر دو طرف مجبور به ازدواج علی‌رغم میل خود می‌گردند. این شکل از برده‌داری هنوز در جنوب و شرق آسیا و آفریقا قابل مشاهده است. در بسیاری از انواع برده‌داری، به‌خصوص در برده‌داری نوع اول سوء استفادهٔ جنسی از بردگان به اشکال گوناگون رایج است.[۲]

## برده‌داری در ادیان

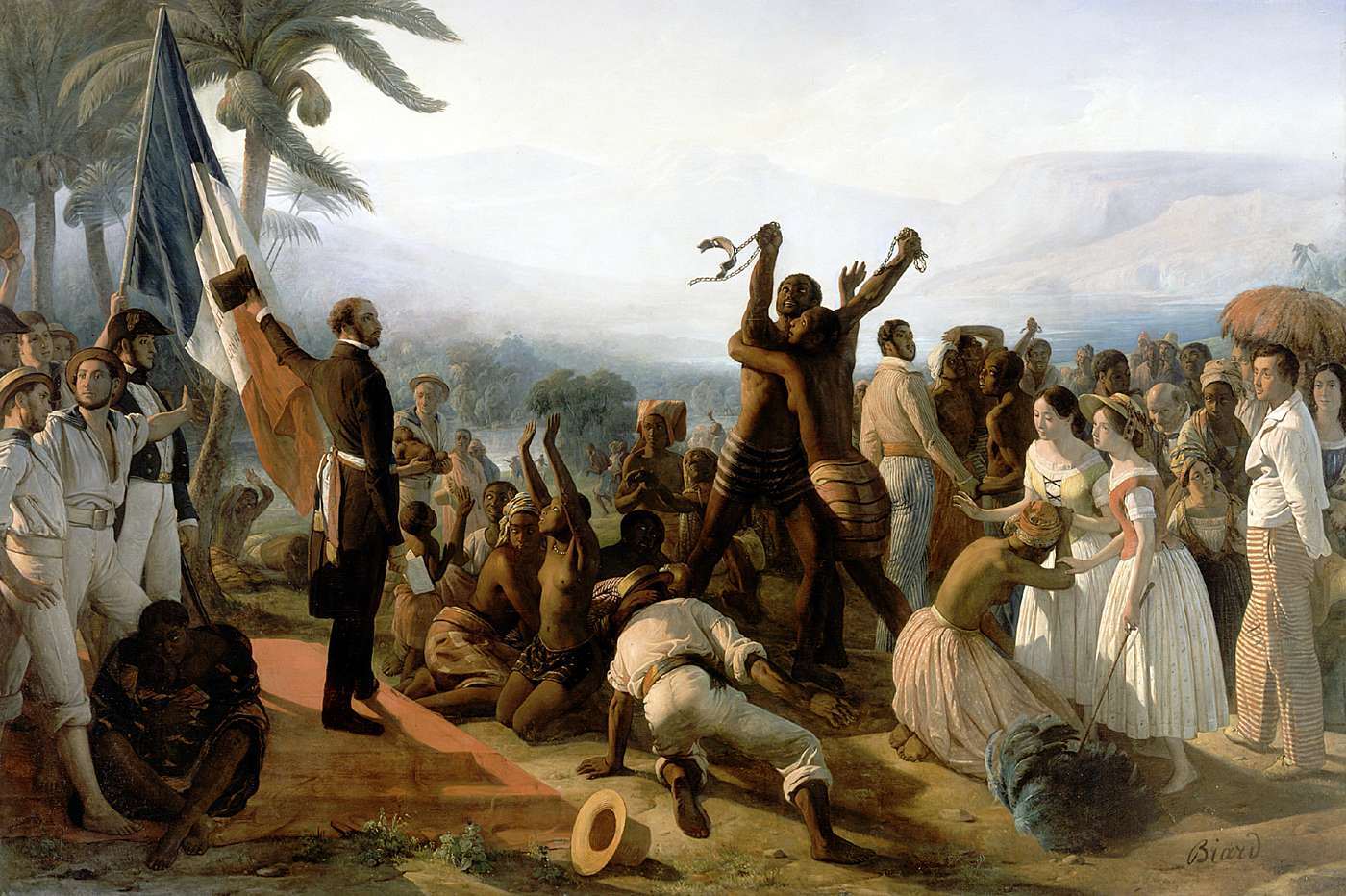
اعلامیه لغو بردگی در مستعمرات فرانسه، ۲۷ آوریل ۱۸۴۸، نام اثری است مرتبط با تاریخ استعمارگری فرانسه. موضوع اثر لغو برده‌داری در کلیهٔ مستعمرات امپراتوری فرانسه بود که در طی جمهوری دوم رخ داد.

بازار برده‌فروشان (نقاشی ژروم)

## آمار برده‌داری
با توجه به شاخص برده‌داری جهانی که توسط بنیاد آزادانه راه بروید (Walk Free) در ۱۶۲ کشور مورد بررسی قرار گرفته است، گزارش شده که حدود ۳۰ میلیون نفر در سراسر جهان به عنوان برده زندگی می‌کنند.

## نگارخانه

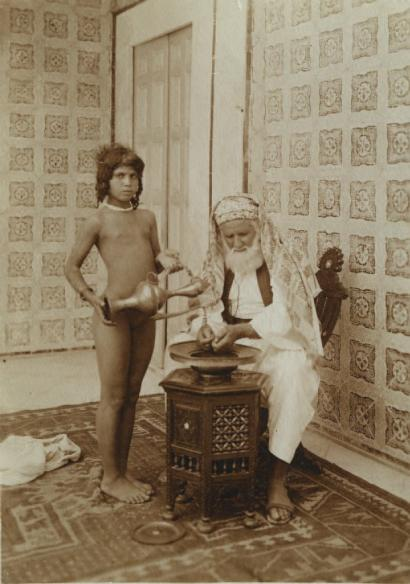
این عکس حداقل ۱۰ سال قدمت داردو توسط عکاسی (به اسم اوژن شاتلن)-  سال ۲۰۲۳م.
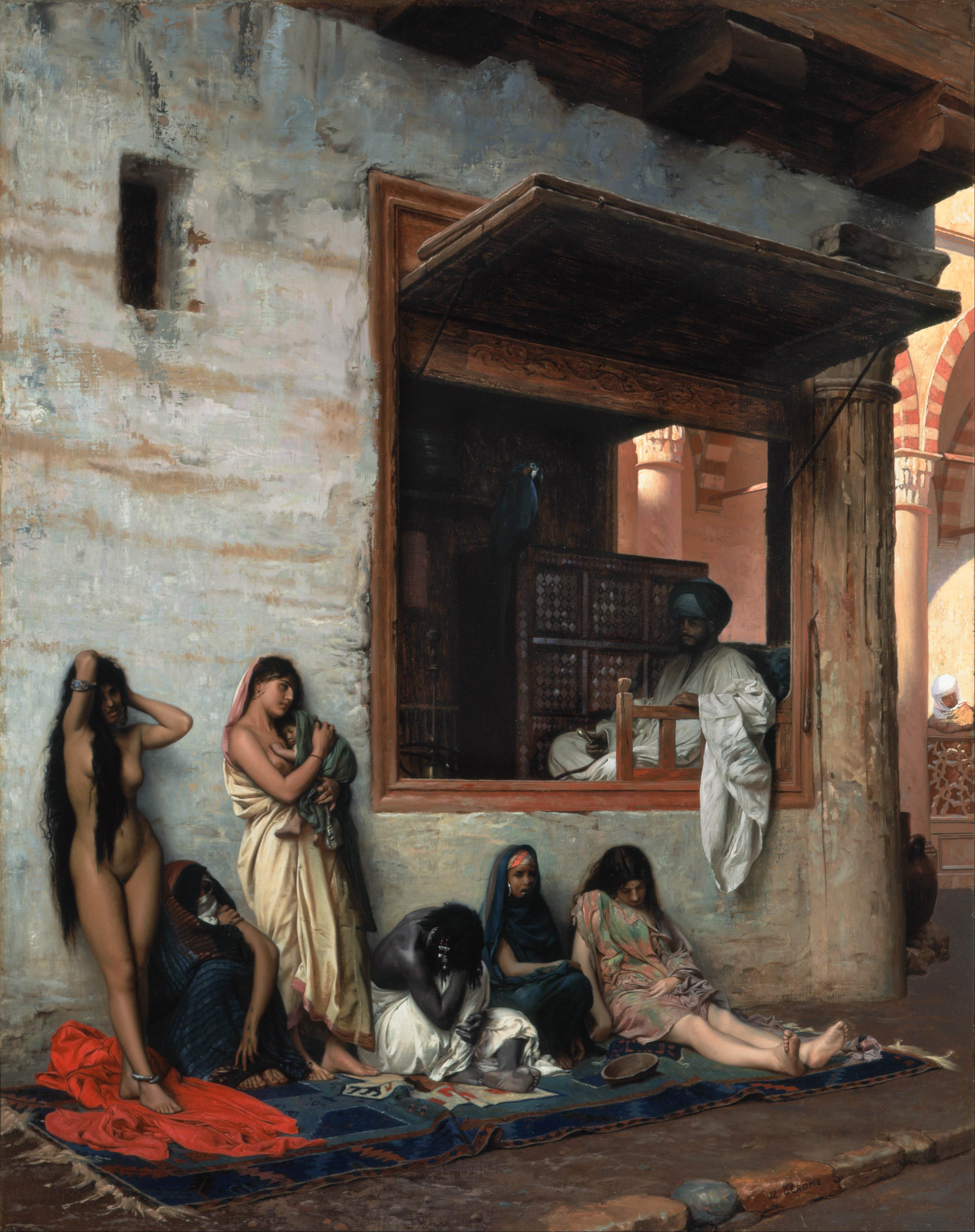
دُکانِ برده‌فروشی حوالی ۱۸۷۱ م. اثر ژان-لئون ژروم موزه هنر سینسینتی
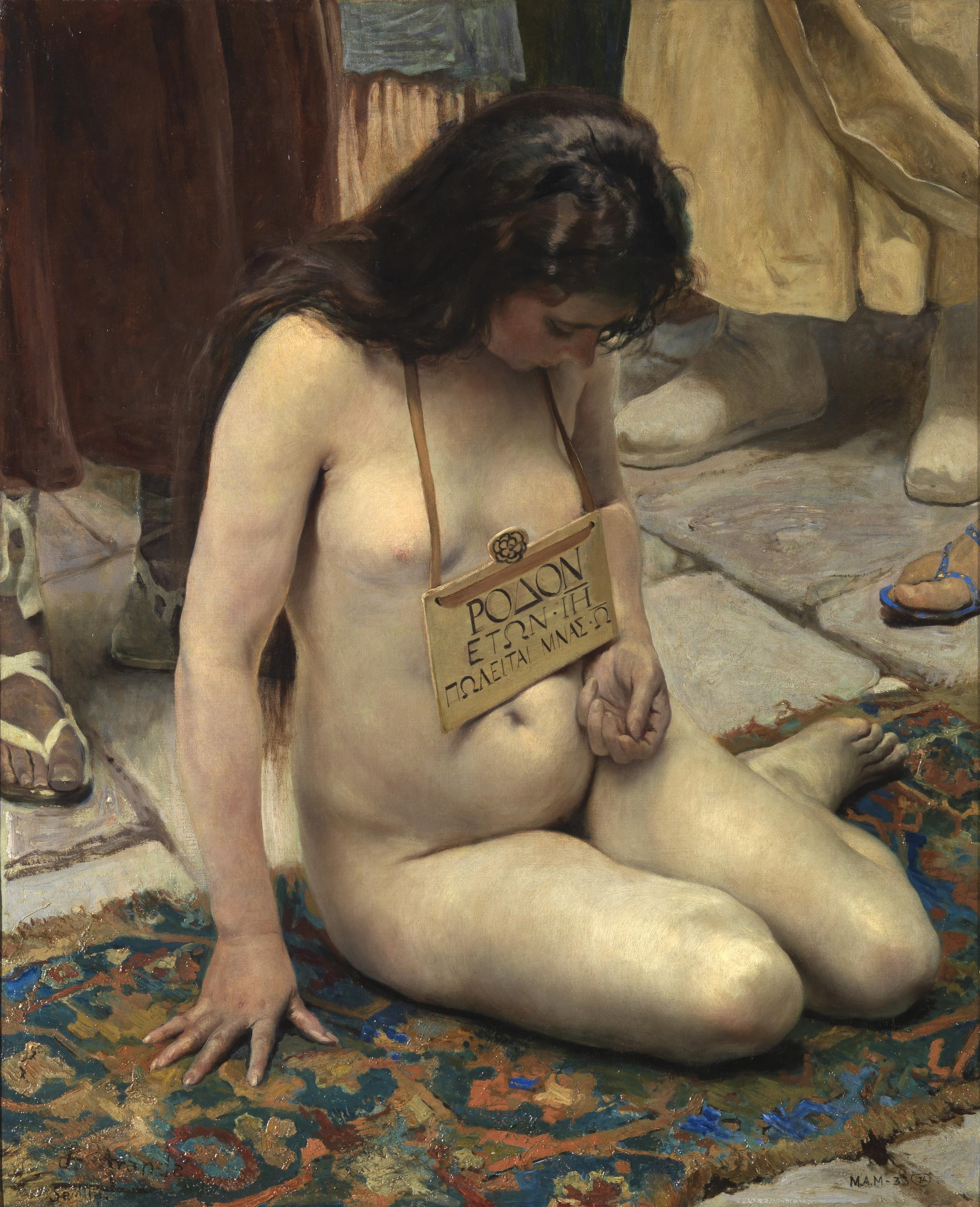
بردهٔ فروشی حوالی ۱۸۹۷ م. اثر خوزه خیمنز آراندا موزه دل پرادو
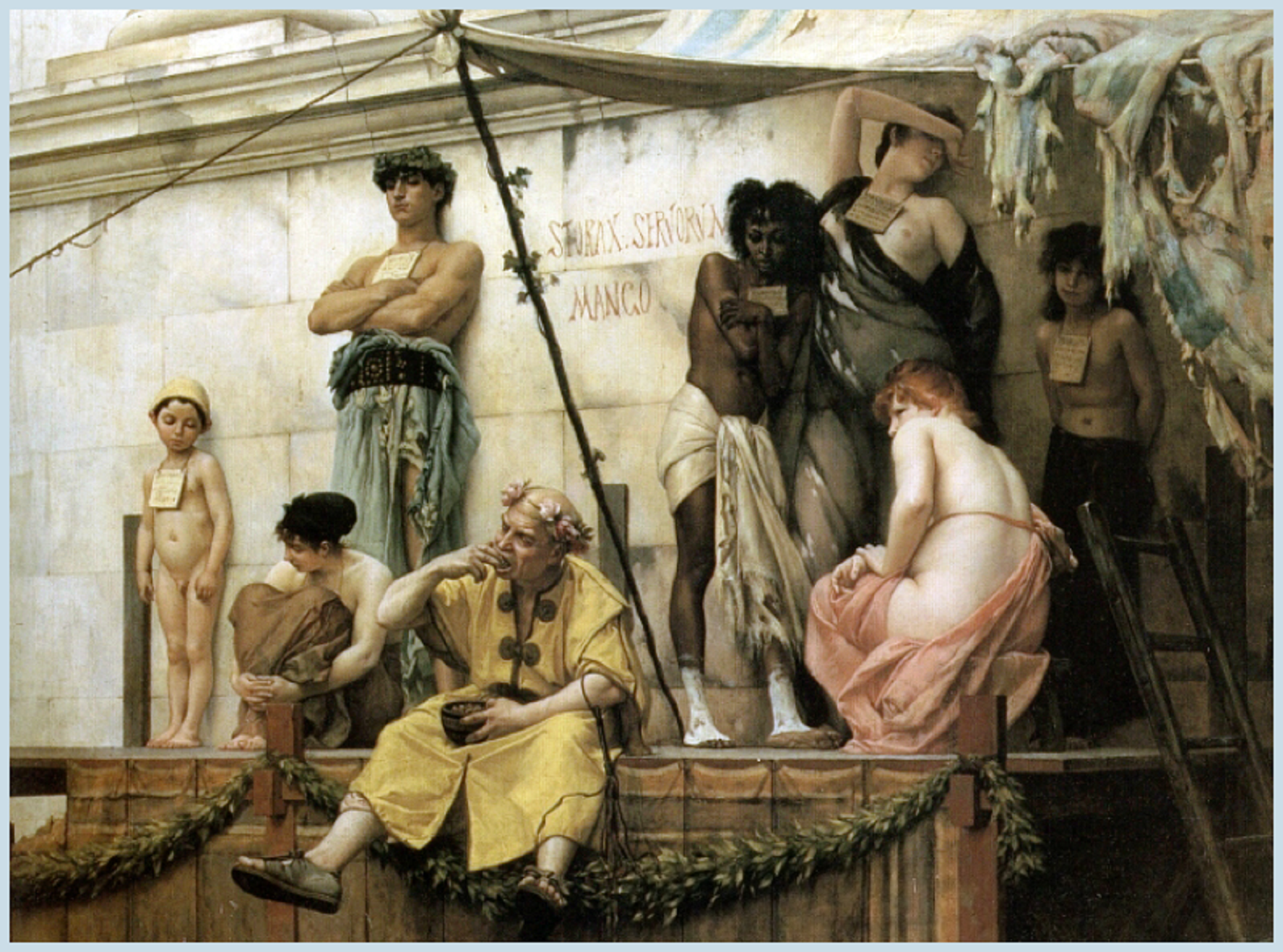
بازار برده‌فروشی ۱۸۸۶
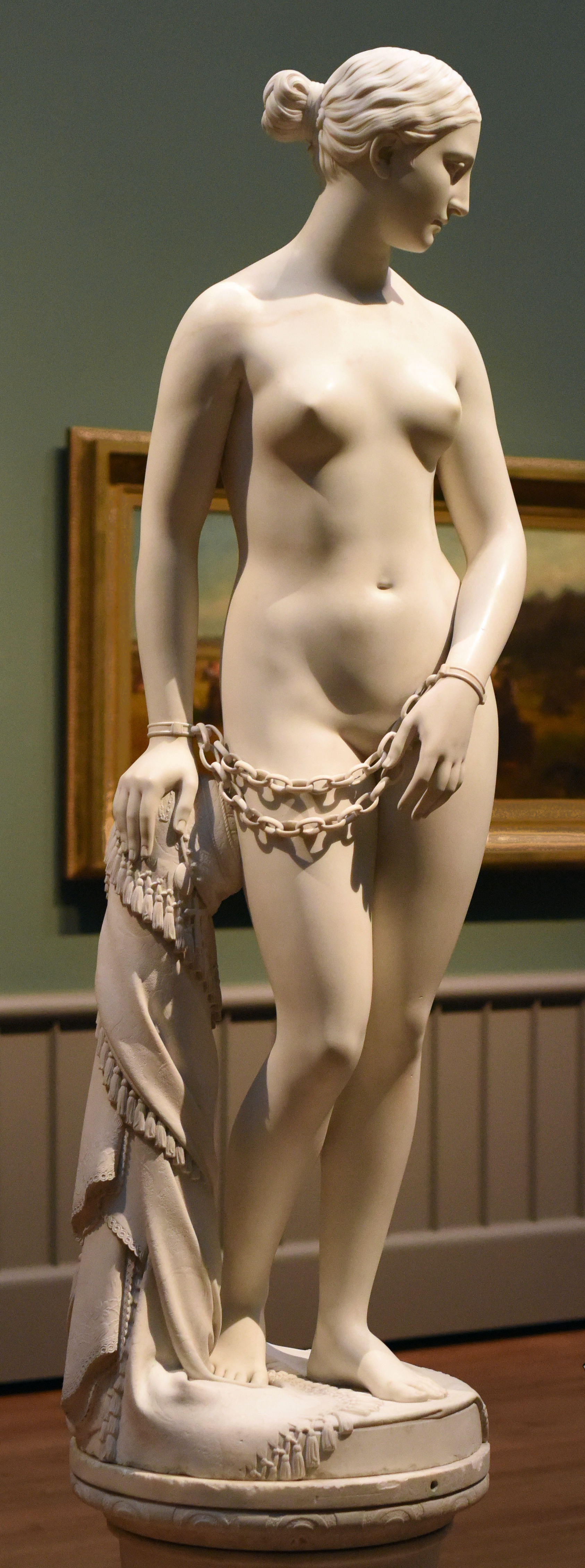
برده یونانی
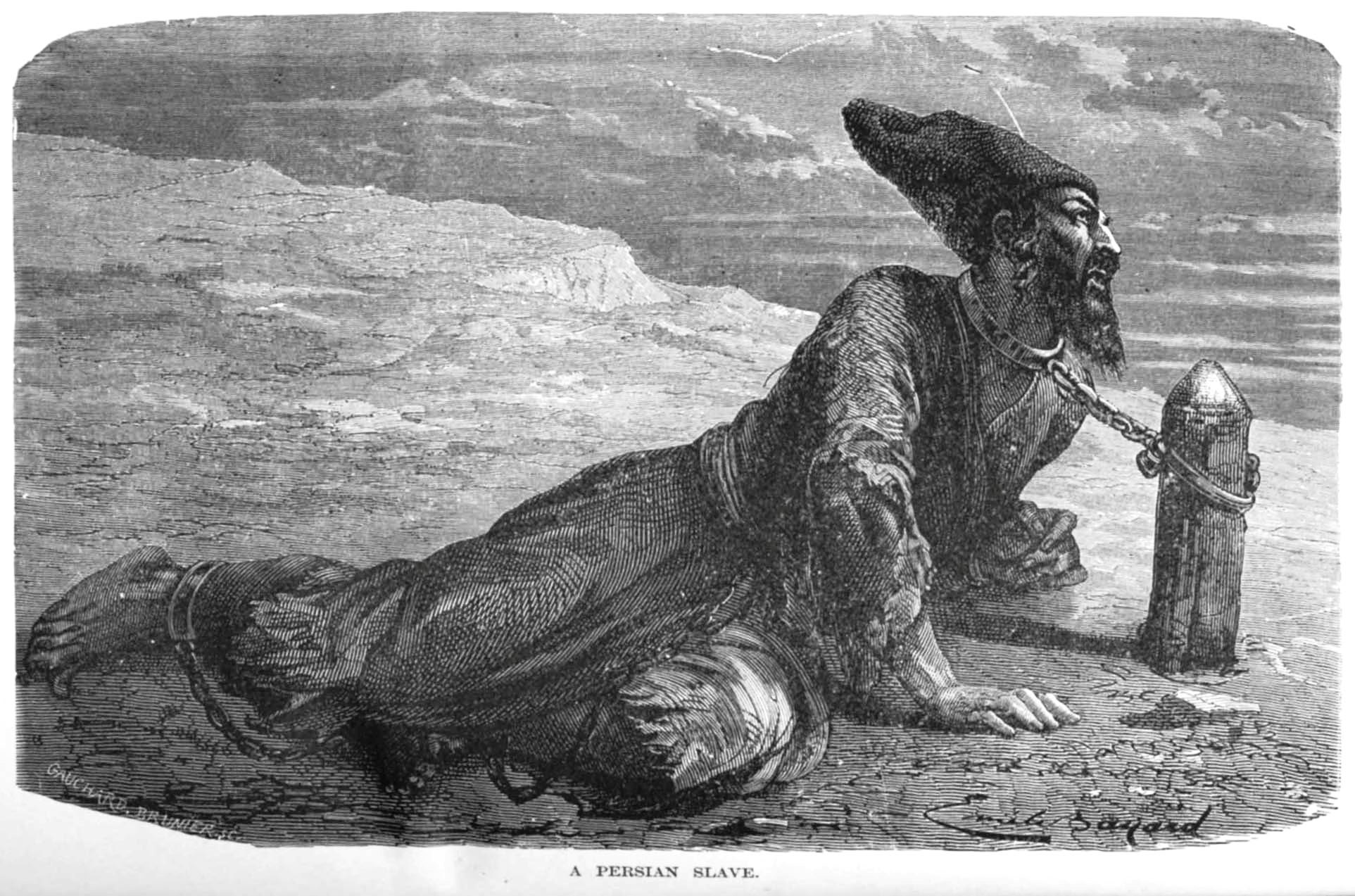
برده پارسی در خانات خیوه، سده ۱۹